# Очозондьюпа
Очозондьюпа (англ. Otjozondjupa Region) — является одной из 14 административных областей Намибии. Площадь области составляет 105 185 км². Численность населения — 143 903 человека (на 2011 год). Административный центр области — город Очиваронго.

## География
Она расположена в северо-восточной части страны, в переходной климатической зоне между пустынными регионами центральной Намибии и тропическими областями на севере. Наивысшая точка области — 2340 м в горах Оматако.

## Административное деление
Область разделена на 7 избирательных районов:
- Хрутфонтейн
- Окаханджа
- Окакарара
- Оматако
- Отави
- Очиваронго
- Цумкве

## Экономика
Основой экономики области Очозондьюпа является горнодобывающая промышленность.

## Достопримечательности
- На территории Очозондьюпы находится крупнейший из когда-либо найденных на Земле метеоритов — метеорит Гоба. Возраст этого, состоящего в основном из железа, космического гостя учёными оценивается от 190 до 410 миллионов лет, вес — 50—60 тонн. Упал метеорит на Землю приблизительно 80 тысяч лет назад.
- Пещера Драхенхаухлох.